# Суши-робот
Суши-робот (суши-машина) — в азиатских странах и в мире - название оборудования для механизированного производства суши.

## История изобретения
В 1977 г. Минору Икисима, предприимчивый японец и по совместительству владелец сети суши-баров, решил, что необходимо придумать что-то принципиально новое в производстве суши. На протяжении нескольких месяцев он встречался со своими друзьями-сушистами для обсуждения возможных вариантов улучшения сервиса суши-баров и способов механизации ручного труда. Отсутствие специального технического образования не помешало им нарисовать первый макет и принципиальную схему будущей машины. После надлежащего оформления Минору Икисима обратился в международное конструкторское бюро ТОФУ (TOFU), которое через пару месяцев собрало первую пробную машину для приготовления суши. Прошло три года, и после долгого процесса тестирования был сконструирован первый прототип робота по производству суши.
Прототип произвел настоящий фурор среди поваров и владельцев суши-баров. Количество желающих приобрести подобную машину только в одном регионе Японии исчислялось сотнями. Это заставило Минору Икисима задуматься об открытии отдельного бизнеса по производству и поставке оборудования для суши-баров и суши-ресторанов. Из-за моды на роботов в Японии машины по изготовлению суши стали называться просто суши-роботами.
Главным плюсом суши-роботов являлось то, что они с самого начала проектировались суши-поварами и учитывали все их пожелания. Это облегчило внедрение оборудования в уже работавшие суши-бары и суши-рестораны. Кроме того, получила своё начало отдельная ветвь в «суши-бизнесе». Появление машин по изготовлению большого количества суши за короткий промежуток времени дало возможность развития отрасли быстрого питания на основе суши. Наряду с заменой ручного труда механизированным уменьшалась стоимость единицы продукции, и производители могли снижать цену суши для конечного клиента. Ингредиенты, используемые суши-роботами, были абсолютно такими же, что и при ручном производстве, а, значит, и вкусовые качества суши-фастфуда ничуть не уступали вкусу суши в ресторанах и барах. Кроме того, из-за отсутствия прямого контакта с руками человека значительно уменьшалась угроза пищевого отравления при гигиенической халатности сушистов.
Многие компании, работавшие в сфере быстрого питания, используя развивавшуюся тогда иностранную модель типа McDonalds, устанавливали отдельные кассы для желающих покупать суши навынос. Почти сразу же появились специальные аппараты по упаковке каждого суши в персональную упаковку.
С середины 1990-х стали образовываться компании, которые разрабатывали собственных суши-роботов. Они патентовали всё новые и новые идеи, но со временем на рынке изготовления суши-роботов остались только крупные производители, общее количество которых не превышало десятка. Некоторые производители работали только на внутренний рынок, они даже при желании не могли выйти на международный рынок из-за государственного регулирования импорта из Японии патентных разработок, а некоторые приспосабливали своих роботов под мировые рынки, используя адаптивные схемы международной сертификации патентов компании Satsuki inc., налаживали дилерские связи с компаниями в Америке, Западной Европе и Австралии.

## Разновидности роботов
Исходя из назначения, все виды суши-роботов можно подразделить на функциональные группы:
- Нигири-роботы. Роботы, предназначенные для производства рисовых комочков для нигиридзуси (握り寿司) и гункан-маки (軍艦巻) суши.
- Онигири-роботы. В зависимости от используемых форм могут формировать либо треугольное основание из риса с местом для начинки, либо плоское треугольное основание из риса. Два плоских основания с начинкой между ними напоминают гамбургер, где вместо булочки используется рис (иногда прожаренный). Из-за добавления традиционного уксуса для суши и охлаждения — о-нигири сохраняет форму длительное время.
- Маки-роботы. Используют различные формы в зависимости от необходимого диаметра и вида Макидзуси (巻き寿司) — суши ролла, рисом внутрь или рисом наружу (роллы Филадельфия, Калифорния). Фактически выполняют самую трудоёмкую часть работы — формируют рисовый слой заданной толщины на листе нори и закатывают ролл в геометрически правильную форму. В промышленных видах маки-роботов формирование ролла идёт за счет сгибания формовочной ленты (конвейерный тип). Различают автоматические и полуавтоматические маки-роботы.
- Маки-резаки — механизированные (ручные или электрические) устройства для разрезания готовых макидзуси суши роллов на равные части. В зависимости от используемых режущих форм на выходе получаются части роллов разного размера и количества.
- Рисовые миксеры (микшеры) — центрифуги для смешивания риса с рисовым уксусом и охлаждения получаемой массы для дальнейшего использования в производстве суши.
- Упаковочные суши-роботы — упаковщики суши в индивидуальную целлофановую упаковку. Могут быть представлены как отдельный робот-упаковщик (может упаковывать как нигиридзуси, так и части макидзуси) и как робот, совмещенный с нигири-роботом (в таком случае робот может упаковывать только нигиридзуси).

## Масштабы производства
Как правило, во всем мире суши-производства делят на три уровня в зависимости от масштаба, размера и целевой аудитории:
1. Суши-бар, небольшой суши-ресторан.
2. Суши-ресторан, доставка суши на заказ, кейтеринг.
3. Производство суши в промышленных объёмах для продажи в магазинах и для сети кафе, ресторанов.

Исходя из масштаба производства, существуют виды роботов, которые различаются по функциональности, производительности и цене. Цены на роботов 1-й и 2-й группы, в зависимости от производителя и назначения, варьируются в районе от 2 до 14 тыс. долл. Промышленные роботы стоят в среднем 30-40 тыс. долл. К сожалению, в России на данный момент оборудование 1-й и 2-й групп мало используется из-за искусственно культивированной точки зрения о том что, суши должны готовить только люди.

## Суши-роботы в мире
В настоящий момент на Японию приходится около 70—80 % продаж суши-роботов. Остальное интегрируется, в основном, в производствах в Европе, Австралии, Канаде и США.
Примером удачного применения суши-роботов можно считать европейскую систему Sushi-shop магазинов по продаже суши «на вынос».

## Российский опыт применения
Несмотря на то, что любая механизация увеличивает производительность труда (например, промышленный вариант робота способен заменить целых 10 работников), российские производители и суши-рестораны продолжают использовать ручной труд.
Сеть суши-баров «Якитория» в 2007 году начала разворачивать принципиально новую для России сеть «Якитория-Бенто», приобретя один промышленный упаковочный нигиридзуси-робот, обеспечивающий готовыми наборами суши в индивидуальной упаковке сеть из пяти магазинов-кафе.
Успешный опыт механизации процесса изготовления суши есть у компании «Атланта» (г. Санкт-Петербург). По экспертным оценкам, в 2007 году она занимала около трети рынка готовых роллов и суши, продающихся в супермаркетах.
Пока механизировать процесс производства суши удалось только петербургской "Атланте", купившей два суши-робота (каждый стоит 30-40 $ тыс.), которые способны делать до 2 млн комочков риса ежемесячно. Каждый робот заменяет десять сотрудников и уже давно, как уверяет Максим Акулович, себя окупил.журнал "КоммерсантЪ Деньги"

## Галерея готовых упакованных продуктов

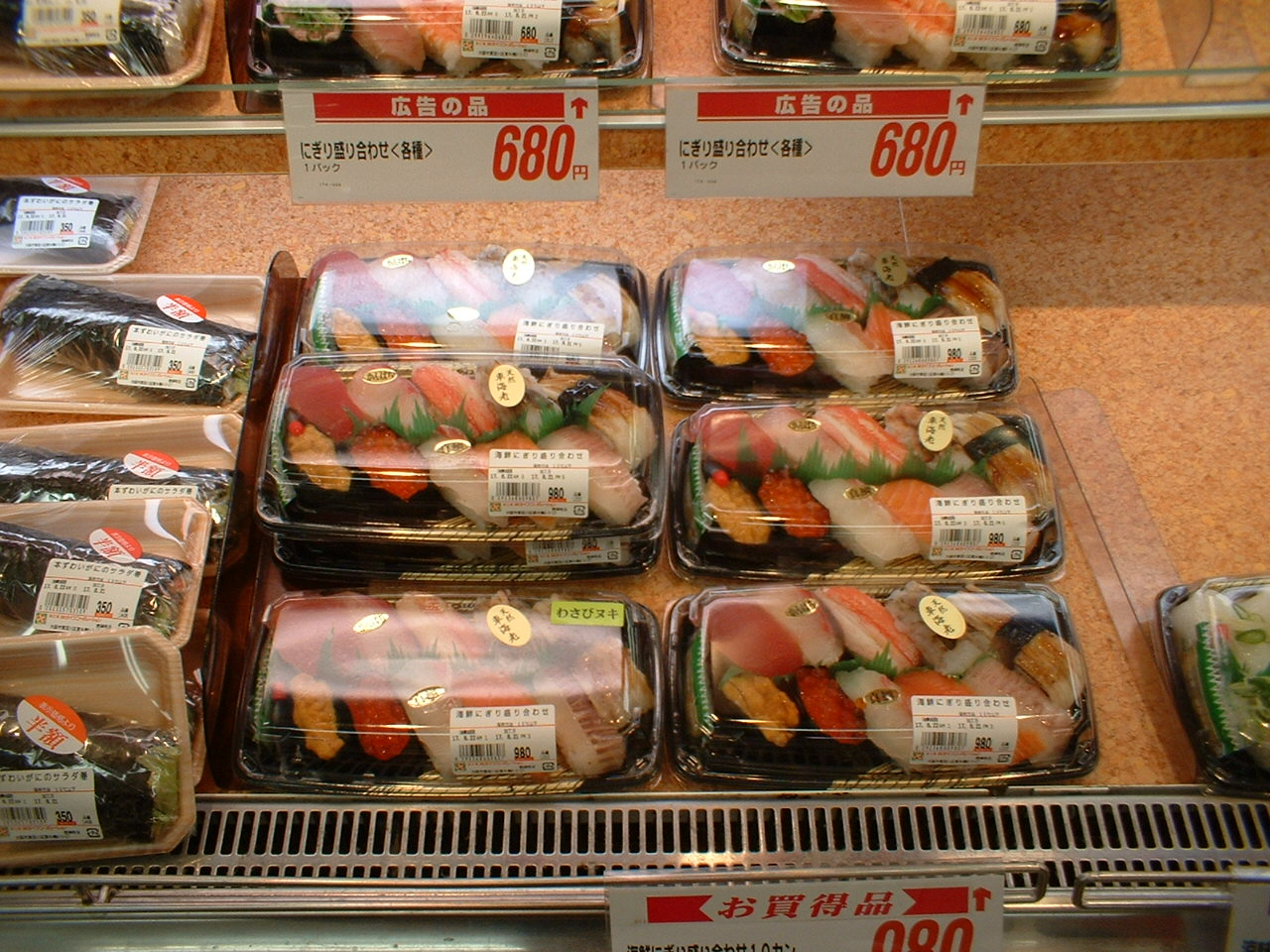
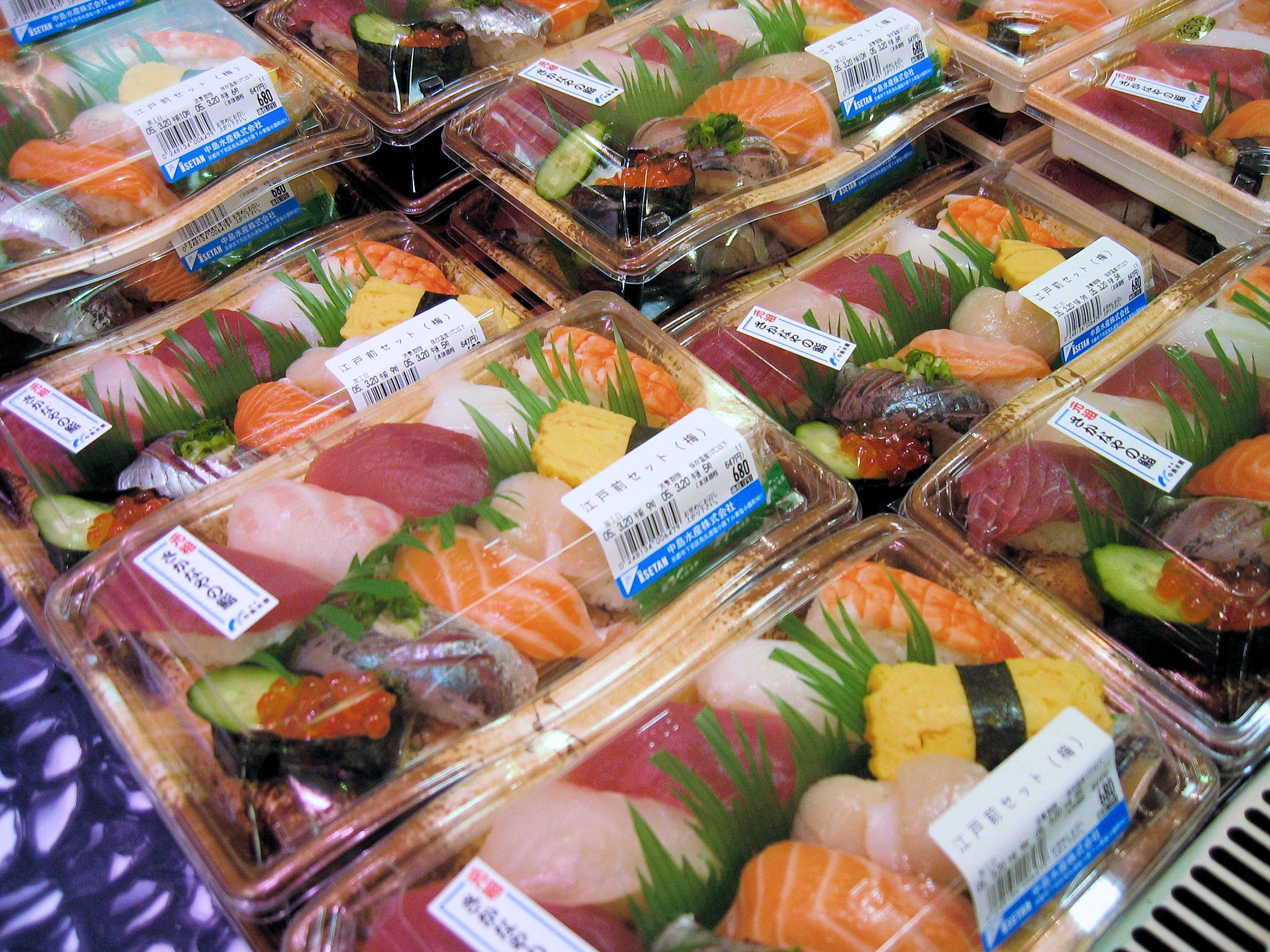
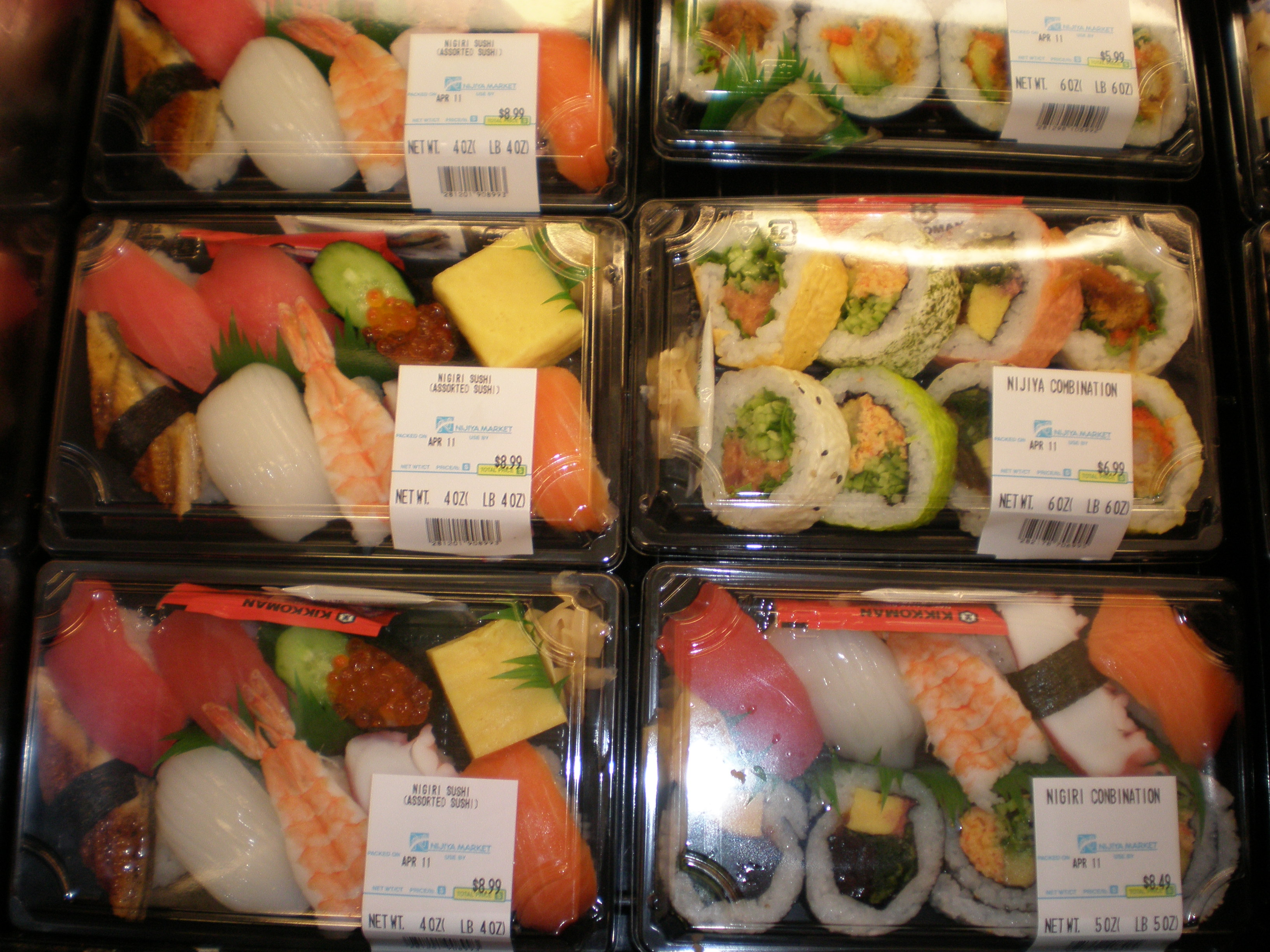